# Bấc thấm

Bấc thấm đứng

Bấc thấm (tiếng Anh: wick drain) hay Bấc thấm thoát nước là một loại vật liệu dùng trong ngành xây dựng, được dùng để gia cố nền đất yếu cho một số loại công trình xây dựng.

## Cấu tạo
Bấc thấm thực chất là một loại ống (được xếp dẹp lại để thuận lợi trong khi thi công) gồm 2 lớp: Lớp ngoài là ống vải địa kỹ thuật có độ bền kéo tốt (dai - khó đứt) và lớp trong nhựa PP. Khi xếp dẹp, bấc thấm thường rộng 100mm (nghĩa là chu vi ngoài của ống 200mm), dày từ 4 đến 7mm và cuốn thành cuộn có tổng chiều dài hàng trăm mét. Bấc thấm làm chức năng thoát nước lỗ rỗng từ các túi bùn- nước của nền đất yếu lên tầng đệm cát mỏng (khoảng 50 ÷ 60 cm) để thoát ra ngoài, như vậy sẽ tăng nhanh quá trình cố kết của nền đất yếu.

## Đặc tính
- Giảm thiểu tối đa sự xáo trộn các lớp đất.
- Khả năng tương thích cao của lõi cũng như vỏ bấc thấm với nhiều loại đất.
- Dễ dàng thi công, hiệu suất có thể đạt tới 8.000m/ngày.
- Không cần cấp nước khi thi công.
- Bấc có thể được đóng xuống độ sâu trên 40m.

## Ứng dụng
Gia cố nền đất yếu, bấc thấm đứng được sử dụng để xử lý gia cố nền đất yếu, trong thời gian ngắn có thể đạt tới 95% độ ổn định dài hạn, tạo khởi động cho quá trình ổn định tự nhiên ở giai đoạn sau. Quá trình gia cố có thể được tăng tốc bằng gia tải.

## Lợi thế thi công
- Tiết kiệm được khối lượng đào đắp.
- Rút ngắn được thời gian thi công.
- Giảm được chi phí vận chuyển, chi phí thi công.